# قرار مجلس الأمن التابع للأمم المتحدة رقم 1128
قرار مجلس الأمن التابع للأمم المتحدة 1128، الذي اتخذ بالإجماع في 12 سبتمبر 1997، بعد أن أشار إلى جميع القرارات المتعلقة بالحالة في طاجيكستان وعلى طول الحدود الطاجيكية الأفغانية، مدد مجلس الأمن ولاية بعثة مراقبي الأمم المتحدة في طاجيكستان لمدة شهرين حتى 15 نوفمبر 1997.
ولاحظ المجلس أن المحادثات بين حكومة طاجيكستان والمعارضة الطاجيكية المتحدة قد انتهت بنجاح وأنه تم التوصل إلى اتفاق في 27 يونيو 1997. وأشير إلى أن تنفيذ الاتفاق العام سيتطلب جهدا من جميع الأطراف وسيتطلب دعم الأمم المتحدة والمجتمع الدولي، لا سيما وأن الحالة في طاجيكستان لا تزال متقلبة.
وبناء على التوصيات التي قدمها الأمين العام بشأن توسيع نطاق بعثة مراقبي الأمم المتحدة في طاجيكستان، دعيت الأطراف إلى تنفيذ الاتفاق العام تنفيذا كاملا وإلى استئناف العمل بشأن اللجنة المعنية بالمصالحة الوطنية في العاصمة دوشنبه. وكان عليهم أيضا أن يضمنوا سلامة وحرية تنقل الأمم المتحدة ورابطة الدول المستقلة وغيرهما من أفراد حفظ السلام الدوليين.
واختتم القرار بتوجيه الأمين العام كوفي عنان إلى توفير سبل إضافية لكفالة سلامة موظفي الأمم المتحدة وإبقاء المجلس على علم بالتطورات في طاجيكستان.

## وصلات خارجية
- Text of the Resolution at undocs.org